# Spitzbogen

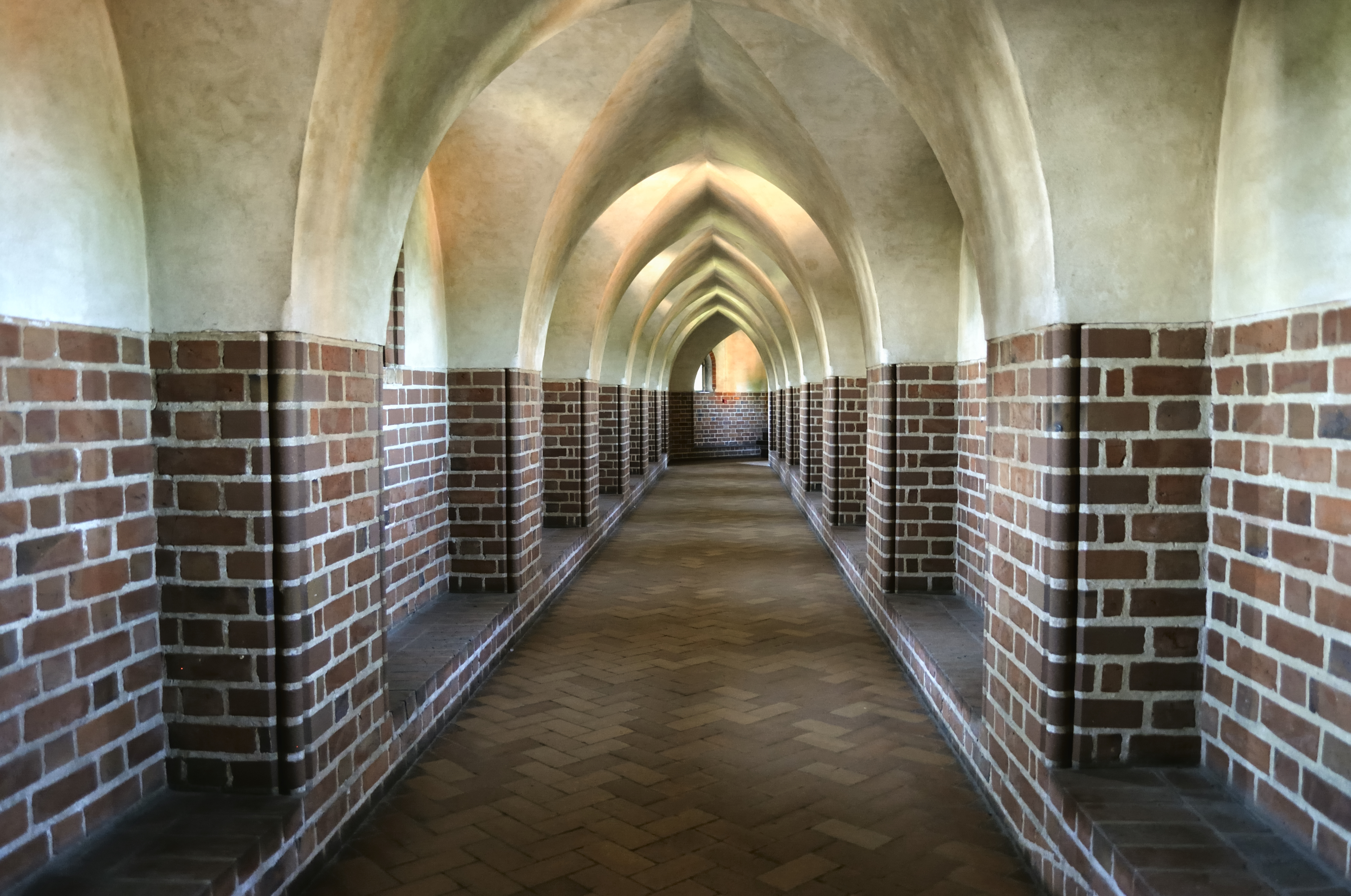
Korridor mit Spitzbogengewölben, Marienburg in Malbork

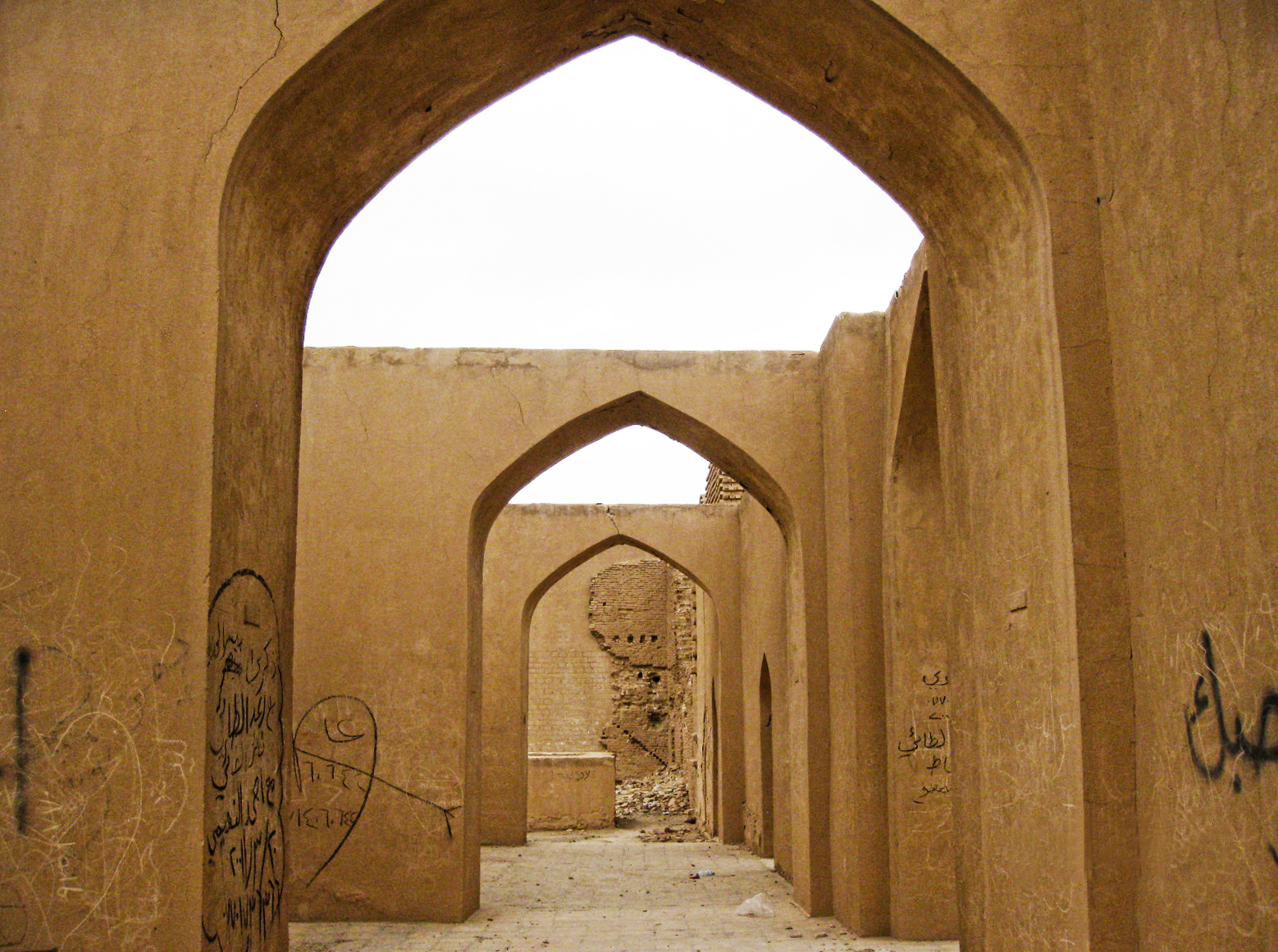
Spitzbögen im Abassidenpalast Qasr al-'Ashiq, 877–882, Samarra, Irak

Der Spitzbogen ist ein aus zwei Kreisen konstruierter Bogen mit Spitze. Er gilt in der Architektur als ein zentrales Element der Gotik. Erfunden wurde der Spitzbogen allerdings wohl in der islamischen Architektur und gelangte über das maurische Spanien und über die arabonormannische Architektur Siziliens ins christliche Abendland.

## Konstruktion und Formen

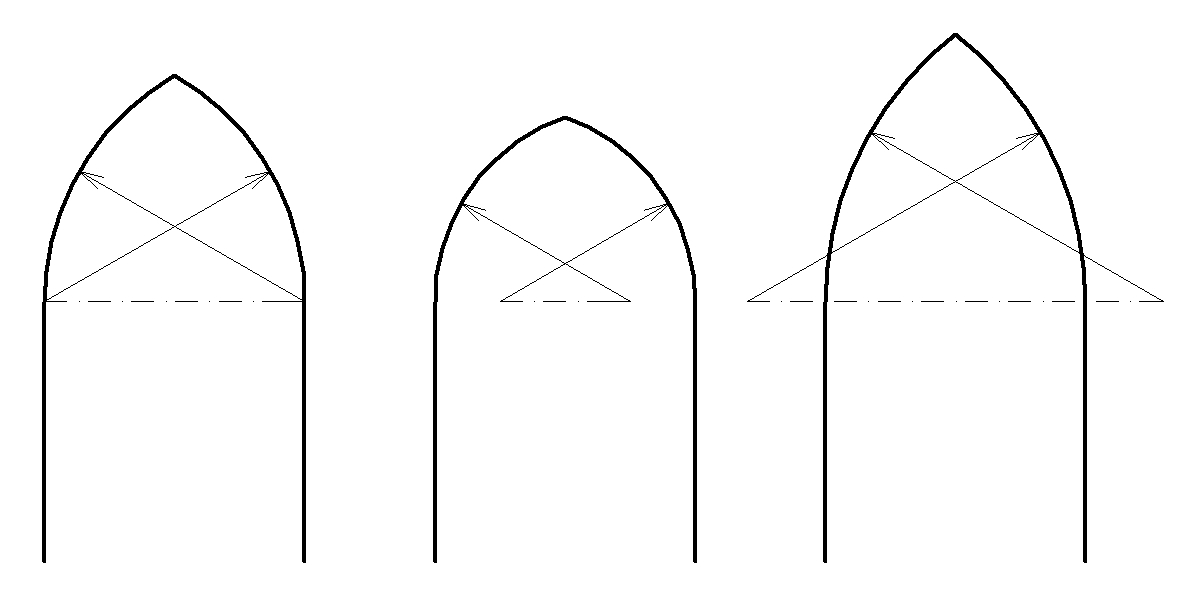
Zweizentrige Spitzbögen von links nach rechts: normaler Spitzbogen, gedrückter Spitzbogen und überhöhter Spitzbogen (bzw. Lanzettbogen).

Ein Spitzbogen wird aus zwei Kreisen bzw. deren Segmenten oder Kreisbögen konstruiert.
- Beim sogenannten normalen oder gleichseitigen Spitzbogen liegen die Kreismittelpunkte auf den Kämpfer-Punkten. Die Länge der Kreisradien entspricht der Bogenspannweite.
- Beim gedrückten Spitzbogen liegen die Kreismittelpunkte zwischen den Kämpferpunkten. Die Länge der Kreisradien ist kleiner als die Bogenspannweite. Die Höhe des Scheitelpunktes über den Kämpfern ist geringer als beim normalen Spitzbogen. Es gibt auch gedrückte Rundbögen, aber die werden üblicherweise als Korbbogen bezeichnet.
- Beim überhöhten Spitzbogen liegen die Kreismittelpunkte außerhalb der Kämpferpunkte. Die Länge der Kreisradien ist größer als die Bogenspannweite. Die Höhe des Scheitelpunktes über den Kämpfern ist größer als beim normalen Spitzbogen. Diese Bogenform wird auch Lanzettbogen genannt. Das zugrunde liegende englische lancet leitet sich von lance (Lanze) ab und spielt auf die Form einer Lanzenspitze an.[1]

In einer weiter gefassten Definition zählen auch Bögen, die aus mehr als zwei Kreisbögen konstruiert werden, zu den Spitzbögen, insbesondere 
- der vierzentrige Spitzbogen, in Europa am bekanntesten als Tudorbogen,
- Klappbogen, beginnt an den Kämpfern mit einem Knick,

daneben Bögen mit konvexen Elementen: 
- der ebenfalls vierzentrige Kielbogen (bzw. Eselsrücken),
- der nur aus zwei oder mehr konvexen Elementen bestehende Vorhangbogen.[2]

Eine selten verwendete Bezeichnung für die Spitzbogen-Bauweise ist ogival (vgl. „Ogive“).

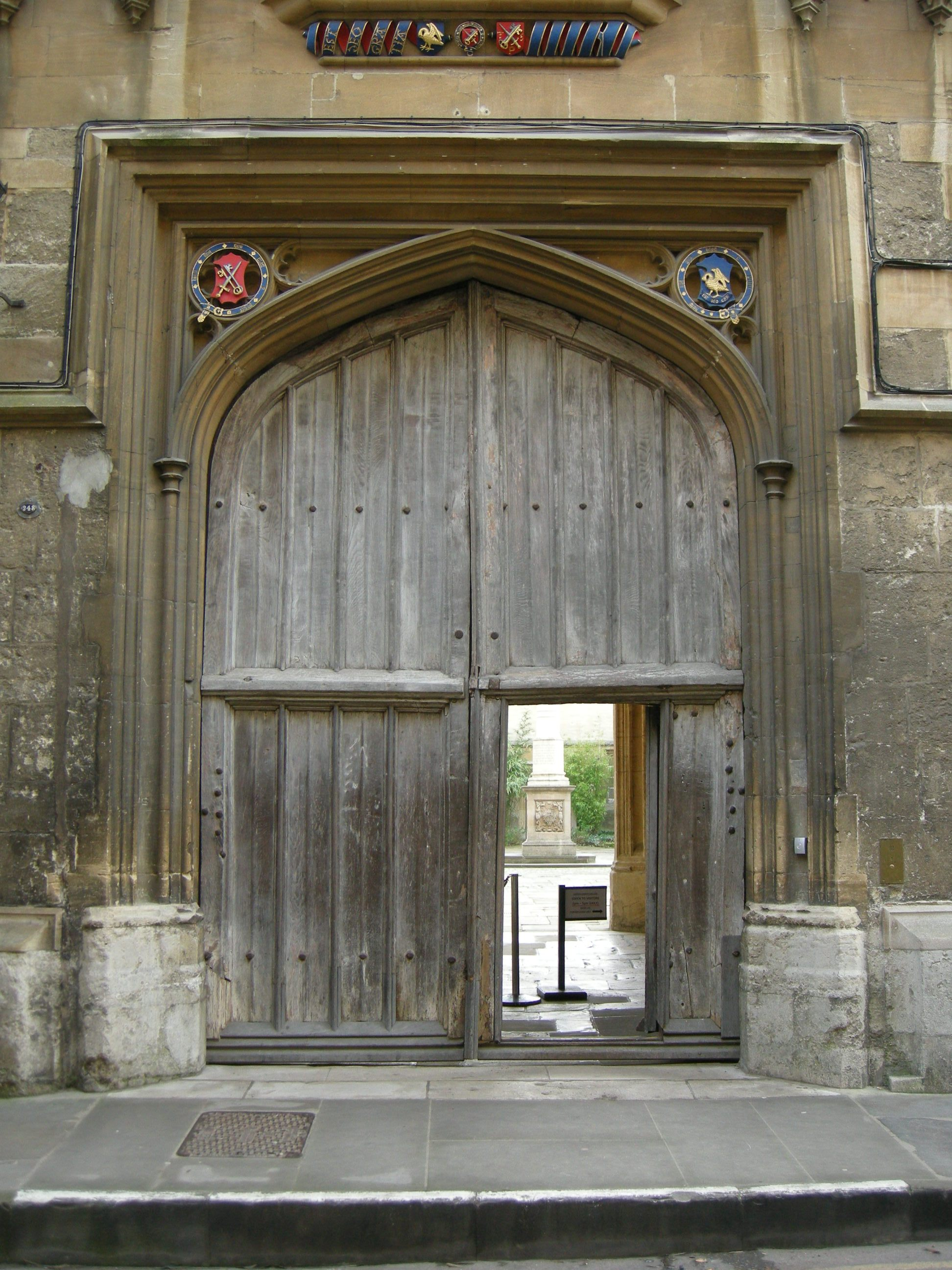
Tudor-Portal am Corpus Christi College, Oxford
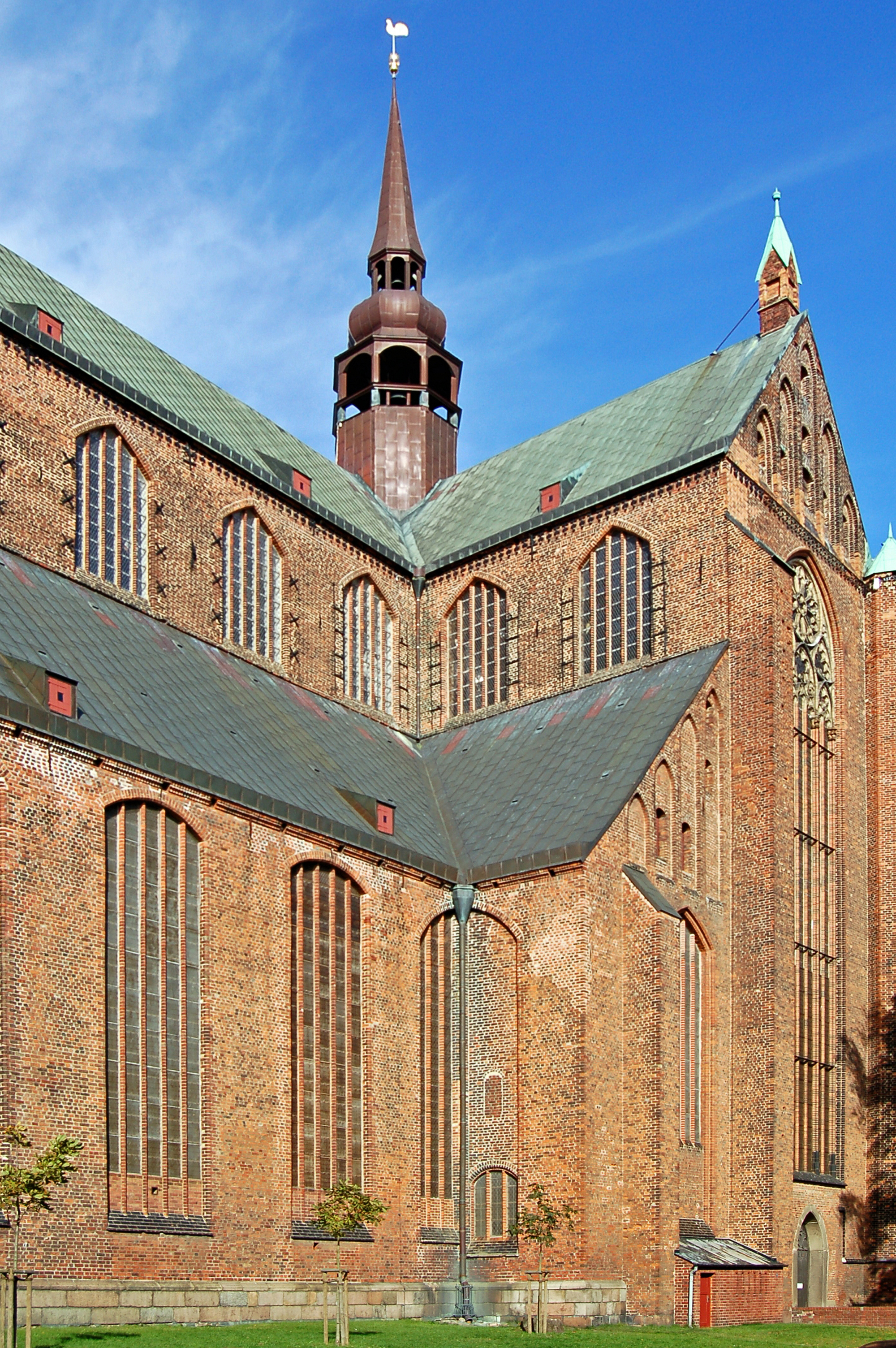
Marienkirche Stralsund, Schiff ab 1382, unten Segmentbögen, oben minimal gekrümmte Klappbögen
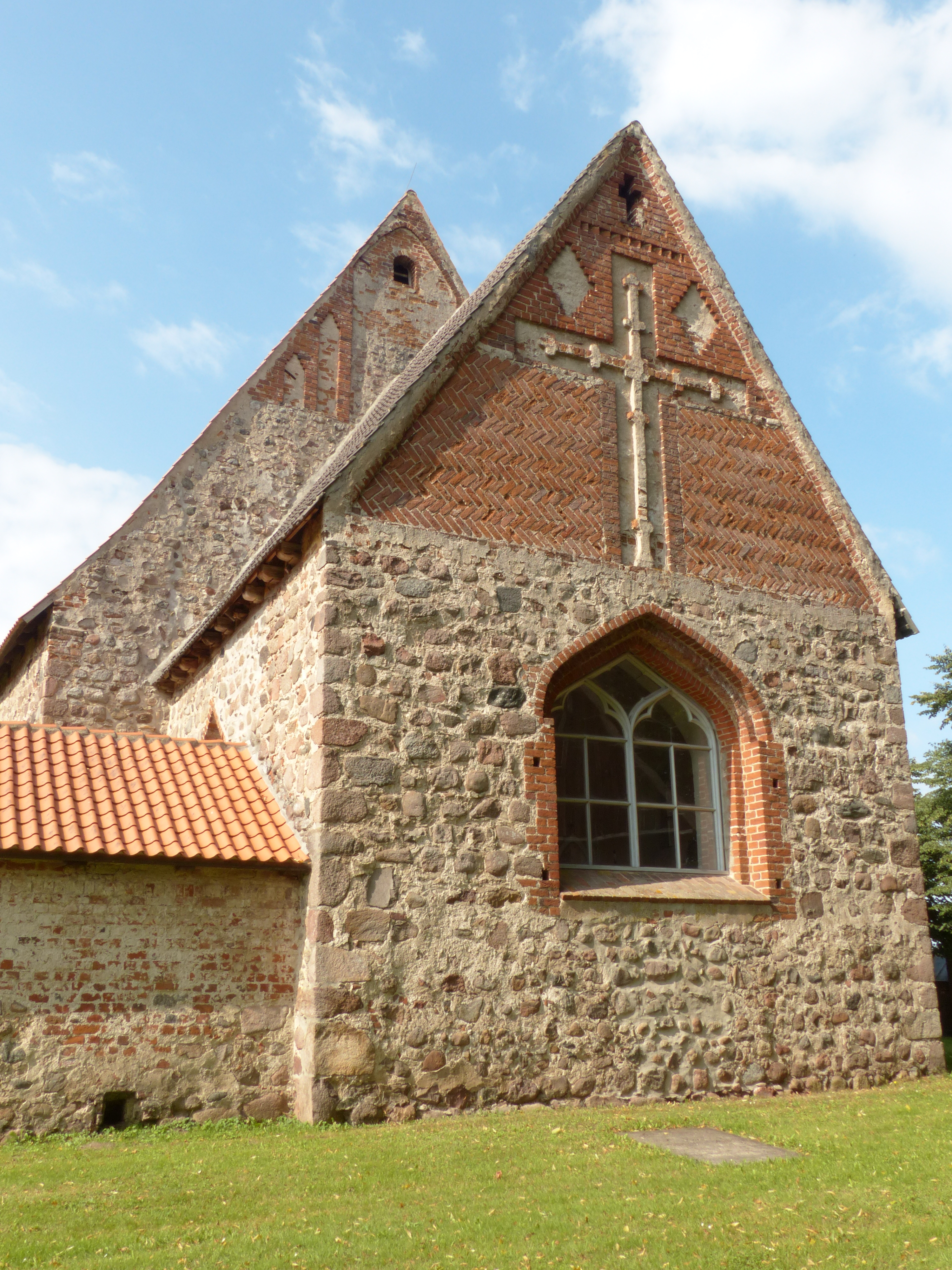
Dorfkirche Stoltenhagen, 13. Jh., Stadt Grimmen, Vorpommern, obere Teile der Schenkel fast gerade
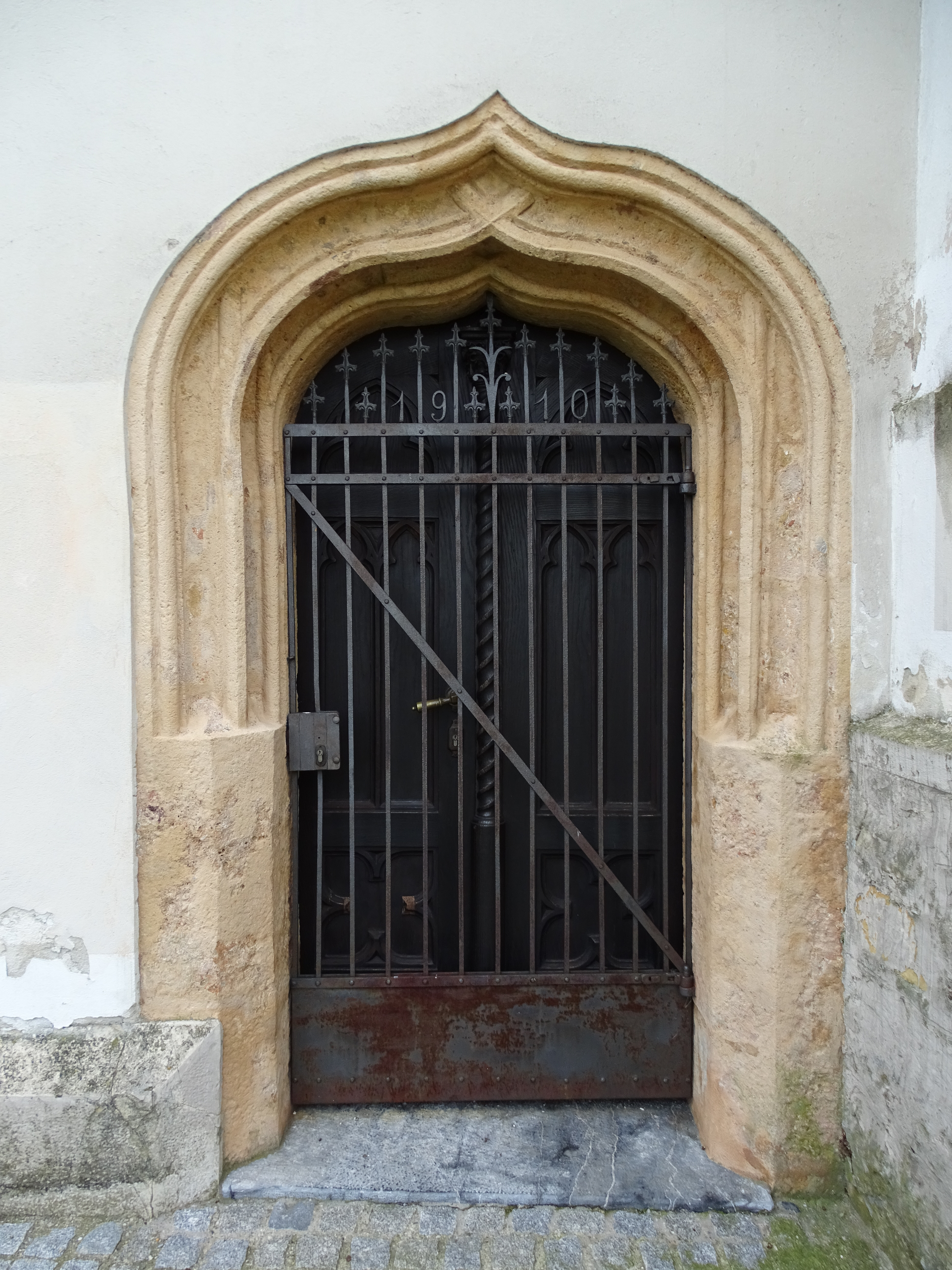
Pfarrkirche St. Oswald bei Plankenwarth, Steiermark, Kielbogen
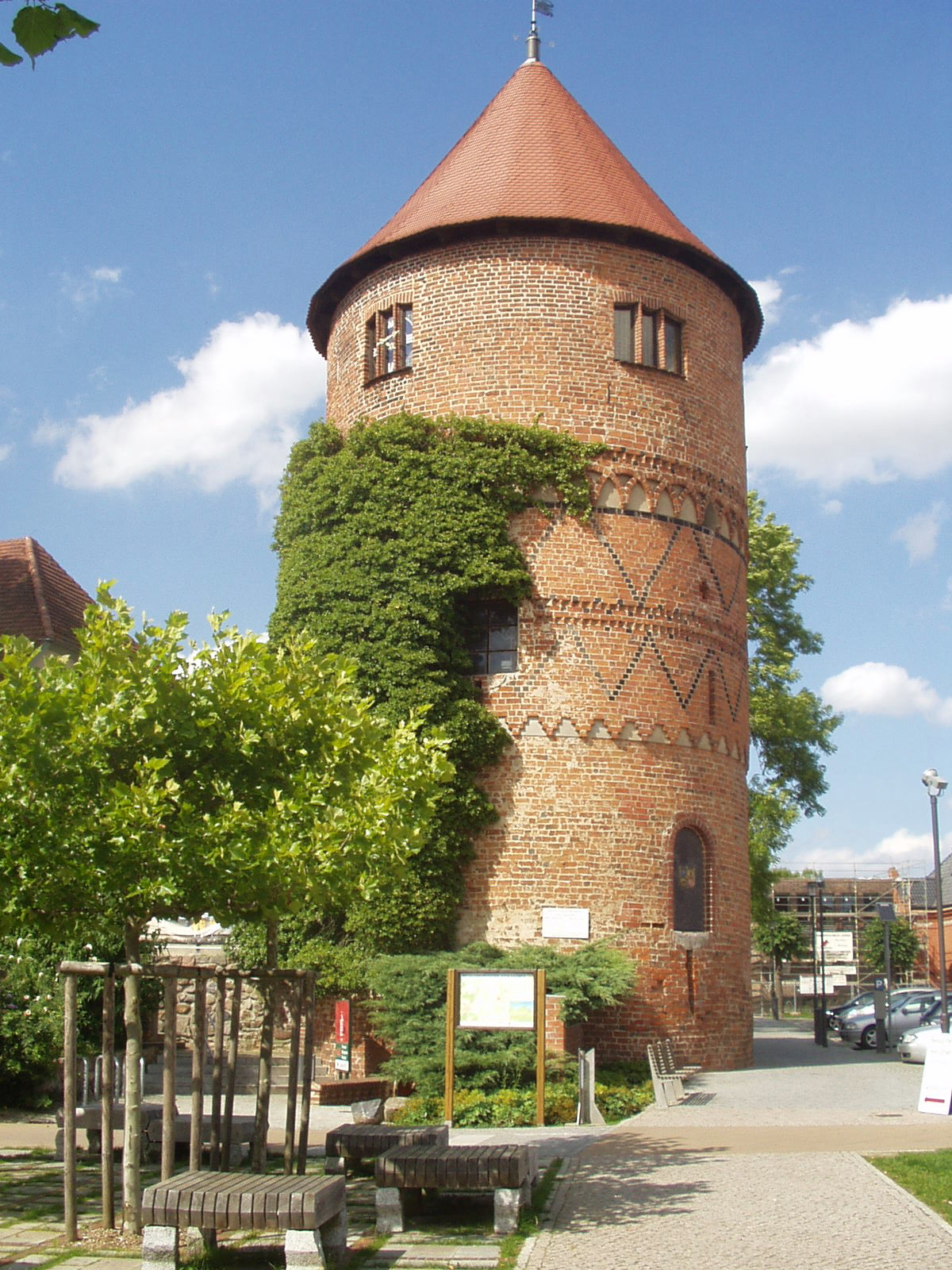
Schleierbögen am Obergeschoss des Amtsturms in Lübz, Mecklenburg

## Der Spitzbogen der Gotik

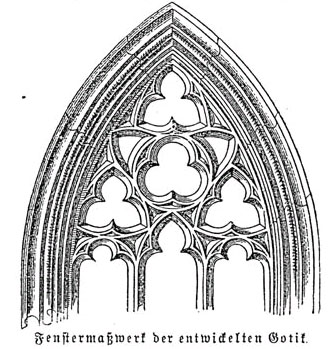
Gotisches Maßwerkfenster mit Spitzbogen

### Allgemeines
Der Spitzbogen gilt als zentrales Element der Baukunst der Gotik. Der Begriff Spitzbogenstil findet sich auch als eine ältere Bezeichnung für die gotische Baukunst als solche.
Erste Spitzbögen fanden sich bereits in der islamischen Architektur, insbesondere zur Zeit der Abbasiden. In der Burgundischen Romanik, beim 1088 begonnenen Bau der dritten Abteikirche von Cluny, verwendete man den Spitzbogen für Arkaden und Gewölbe, nicht aber für Portale und Fenster.  Viele Nachfolgebauten des 12. Jahrhunderts in Burgund folgen diesem Beispiel. In der gotischen Sakralarchitektur (St. Denis) wurden Spitzbögen seit der ersten Hälfte des 12. Jahrhunderts für Gewölbe und (mit teilweise zögerlichem Beginn) auch für Portale und Fenster verwendet. Von Frankreich aus verbreitete sich diese Bogenform um 1200 nach Deutschland, wurde bis in das frühe 16. Jahrhundert hinein benutzt und Jahrhunderte später, in der Neogotik, wieder aufgegriffen.

### Lanzettfenster und Gruppenfenster

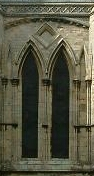
lLanzett-Zwillingsfenster

Eine Sonderform des Spitzbogenfensters ist das Lanzettfenster. Es handelt sich um ein schlankes Fenster mit einem überhöhten Spitzbogen (Lanzettbogen) als Abschluss. Das Lanzettfenster gilt, wie der Lanzettbogen, insbesondere als ein Element der englischen Frühgotik. Dort wurde dieser Fenstertyp häufig in Gruppen verwendet.  Als Beispiele dafür werden ein einfaches Lanzettfenster in Witney in der Grafschaft Oxfordshire um 1220, ein Lanzett-Zwillingsfenster in Lincoln um 1250 und auch ein Lanzett-Drillingsfenster in Salisbury um 13. Jh. aufgeführt. Bei einem Lanzett-Drillingsfenster überragt das mittlere der drei Fenster die beiden anderen. Das Motiv des Lanzett-Drillingsfensters wird im Historismus wiederaufgenommen.

Salisbury Cathedral, Drillingsfenter mit Überfangbogen, 13. Jh., seitliche gedrückt, mittlerer überhöht
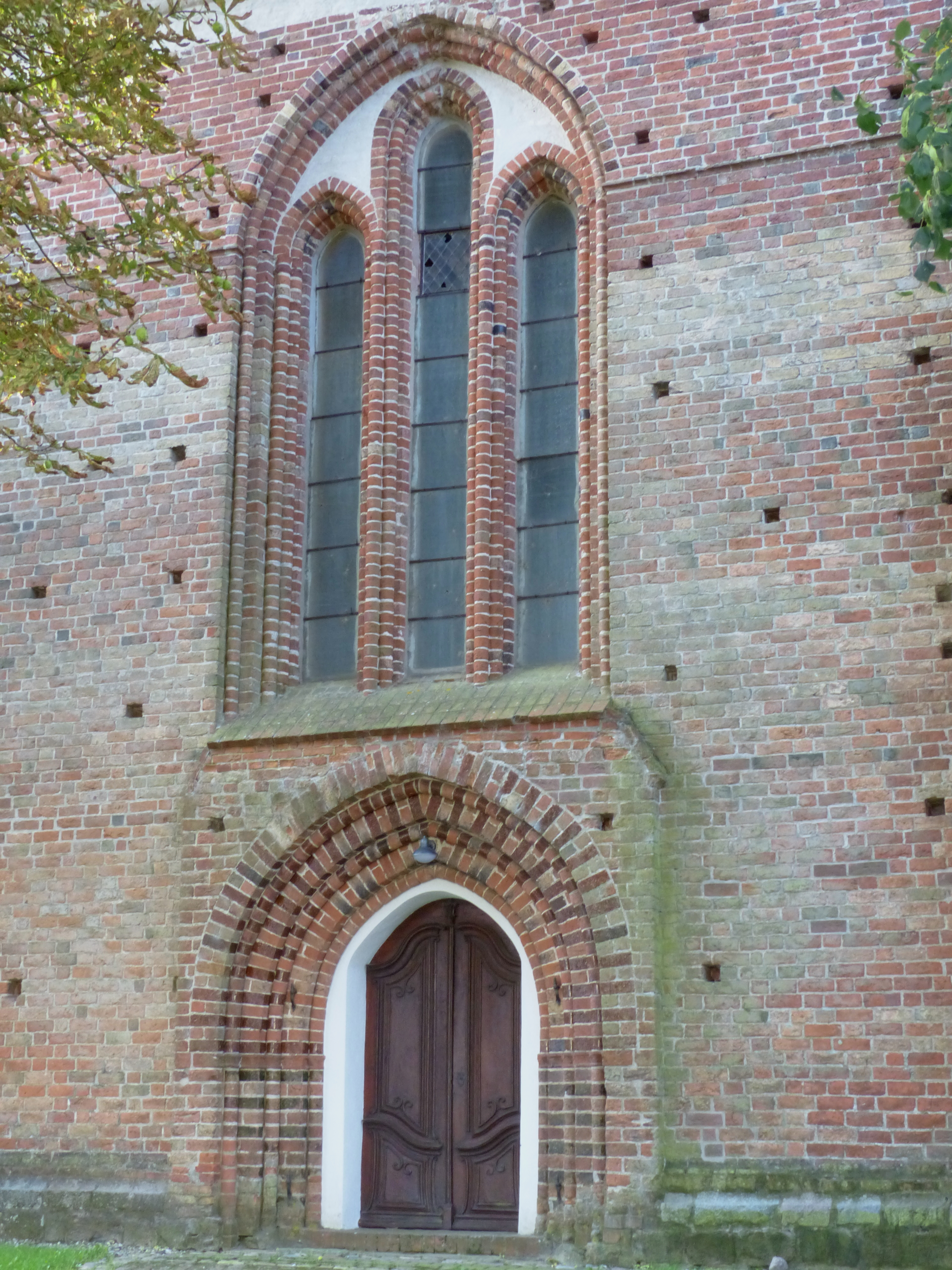
Stadtkirche in Bad Sülze, Mecklenburg, 3. Viertel 13. Jh., Dreifenstergruppe mit Überfangbogen
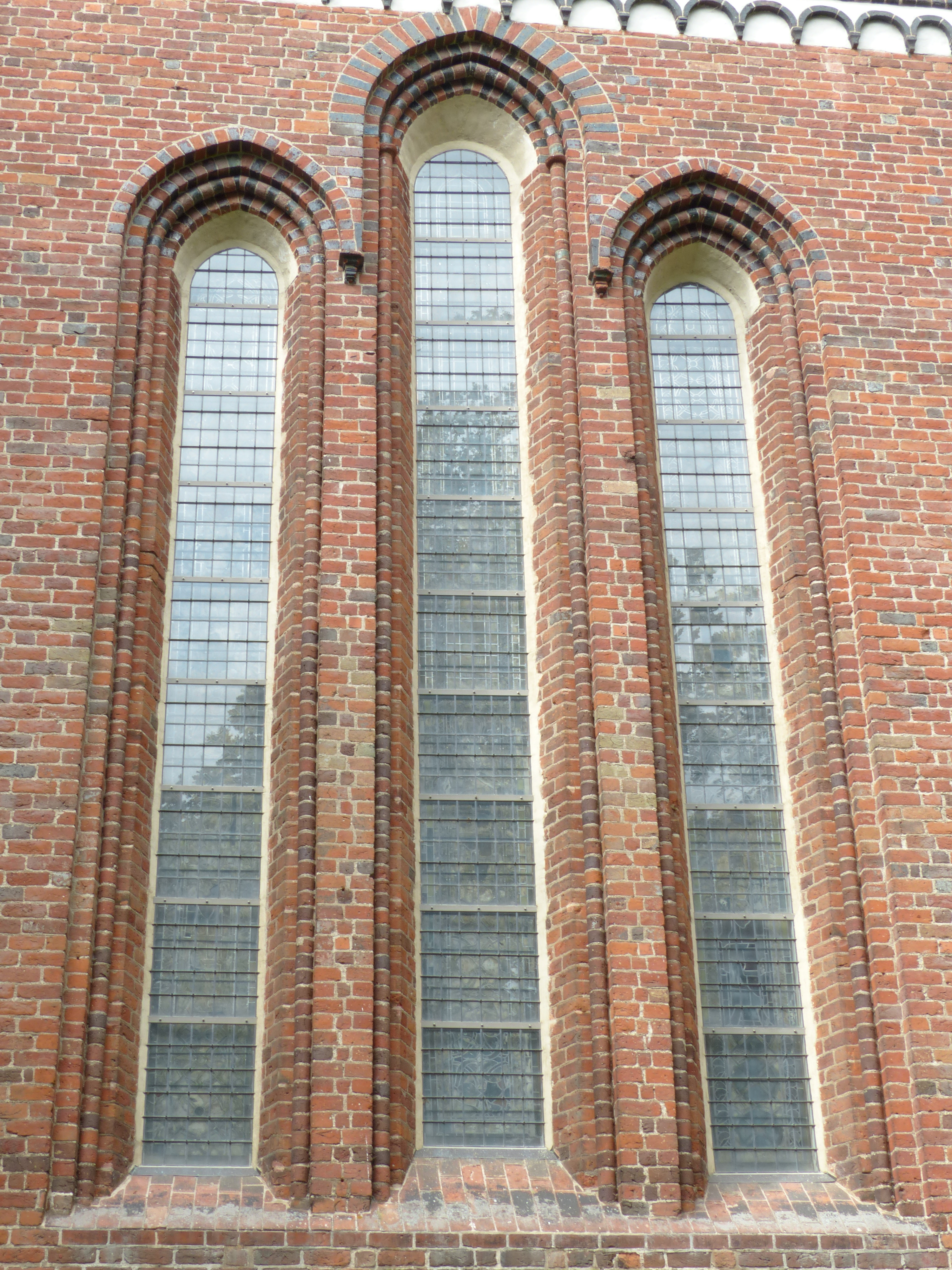
Marienkirche, 1248 (d), Neukloster, Mecklenburg: Dreifenstergruppe des Chorgiebels
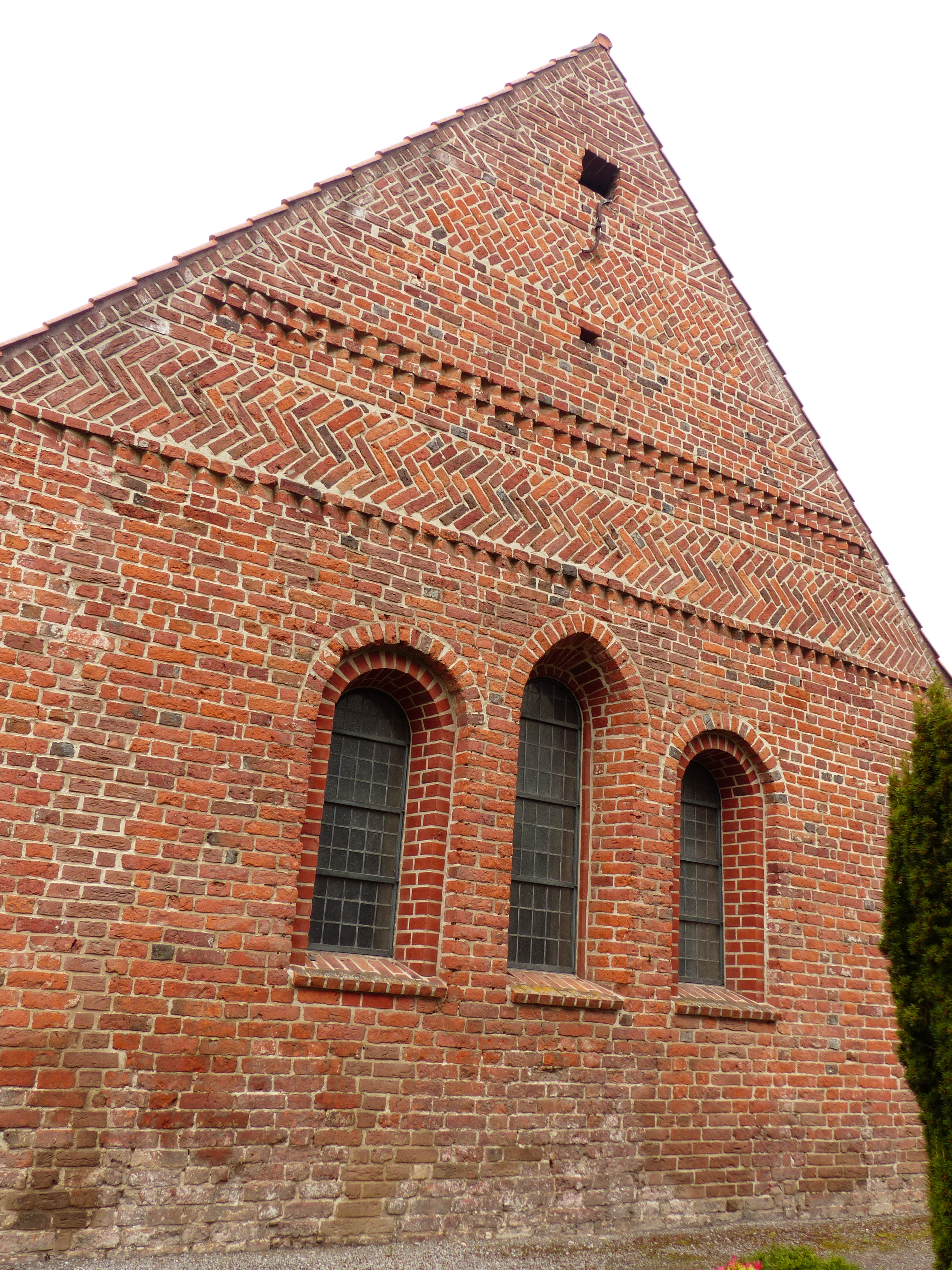
Pankratiuskirche in Stuhr (b. Bremen), Fenstergruppe am Chor, Seitenfenster rundbogig, 1. Hälfte 13. Jh.

## Spitze Dreiecksschlüsse mit geraden Schenkeln
Wandöffnungen können oben auch in spitzen Dreiecken enden, deren Schenkel nicht gekrümmt sind. In der angelsächsischen Architektur gibt es Portale in dieser Form, die vor den ersten Spitzbögen Englands entstanden.
Andernorts wurden Fenster mit solchen Schlüssen als Vereinfachung von Spitzbögen errichtet. Besonders häufig findet sich diese Variante an gotischen Backsteintürmen Südfrankreichs.

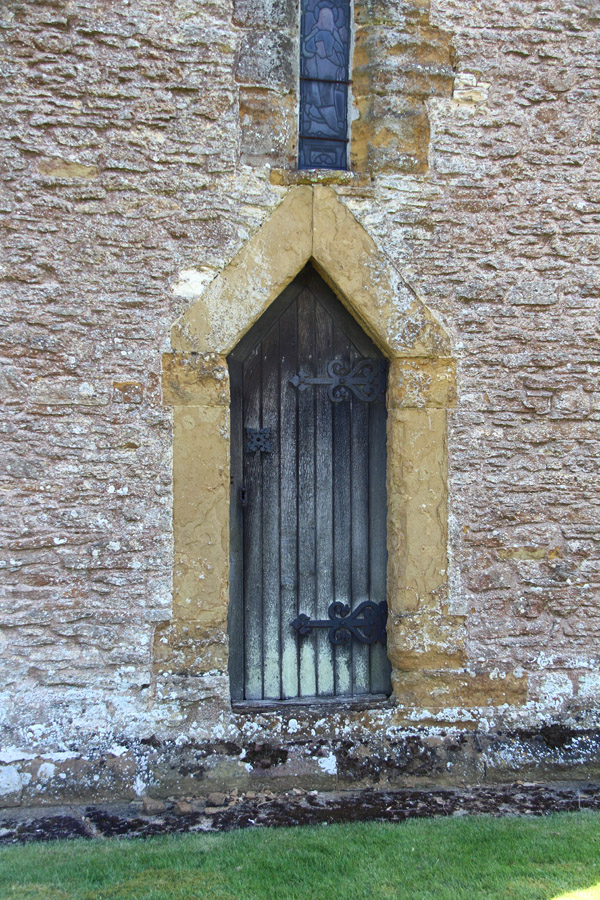
St Mary's Church, Gayton, Northamptonshire, England, angelsächsisches Turmportal
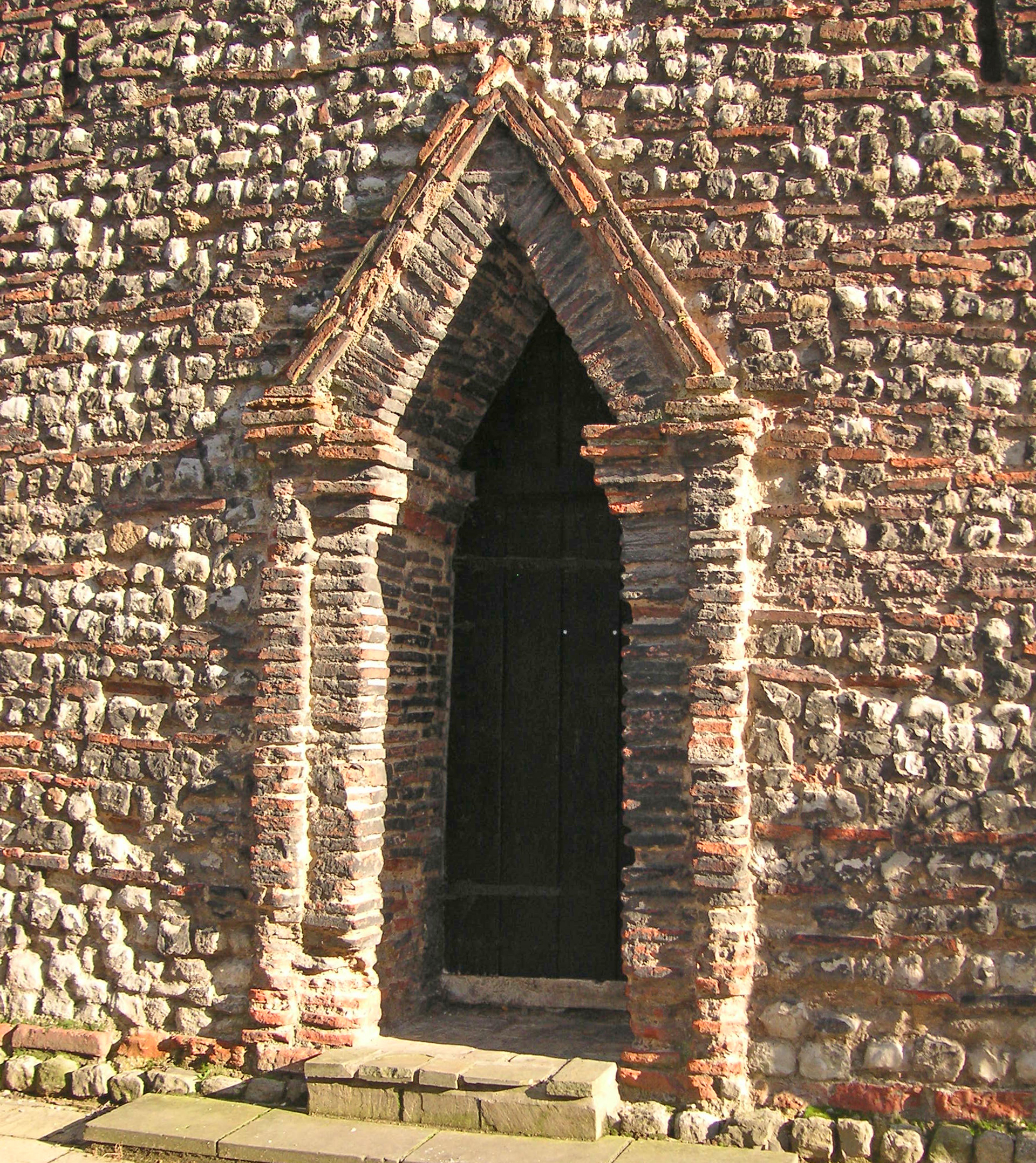
Holy Trinity Church, Colchester, Essex, Turmportal um 1000
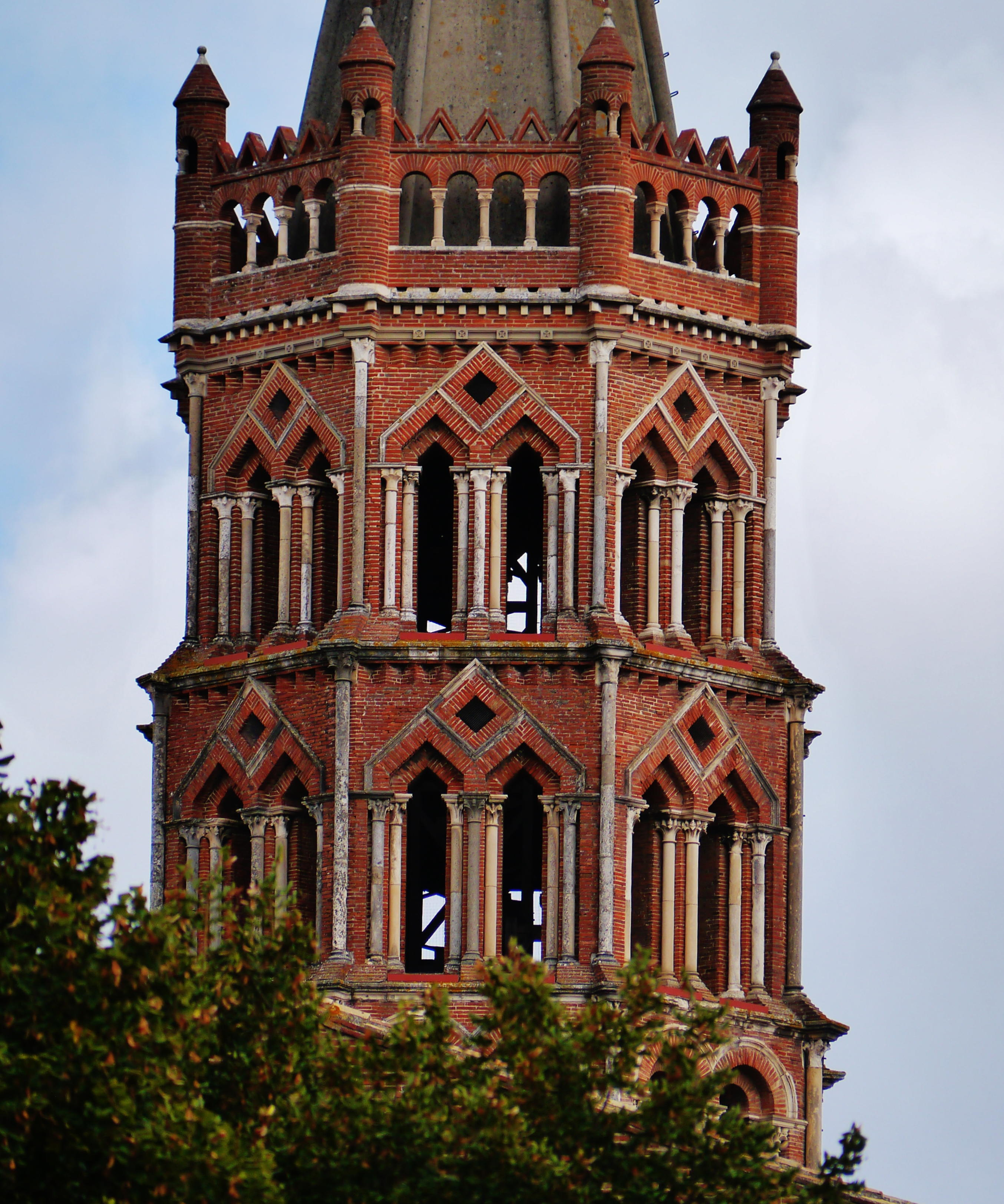
Toulouse, St-Sernin, gotische Turmobergeschosse der romanischen Hallenkirche

## Friese

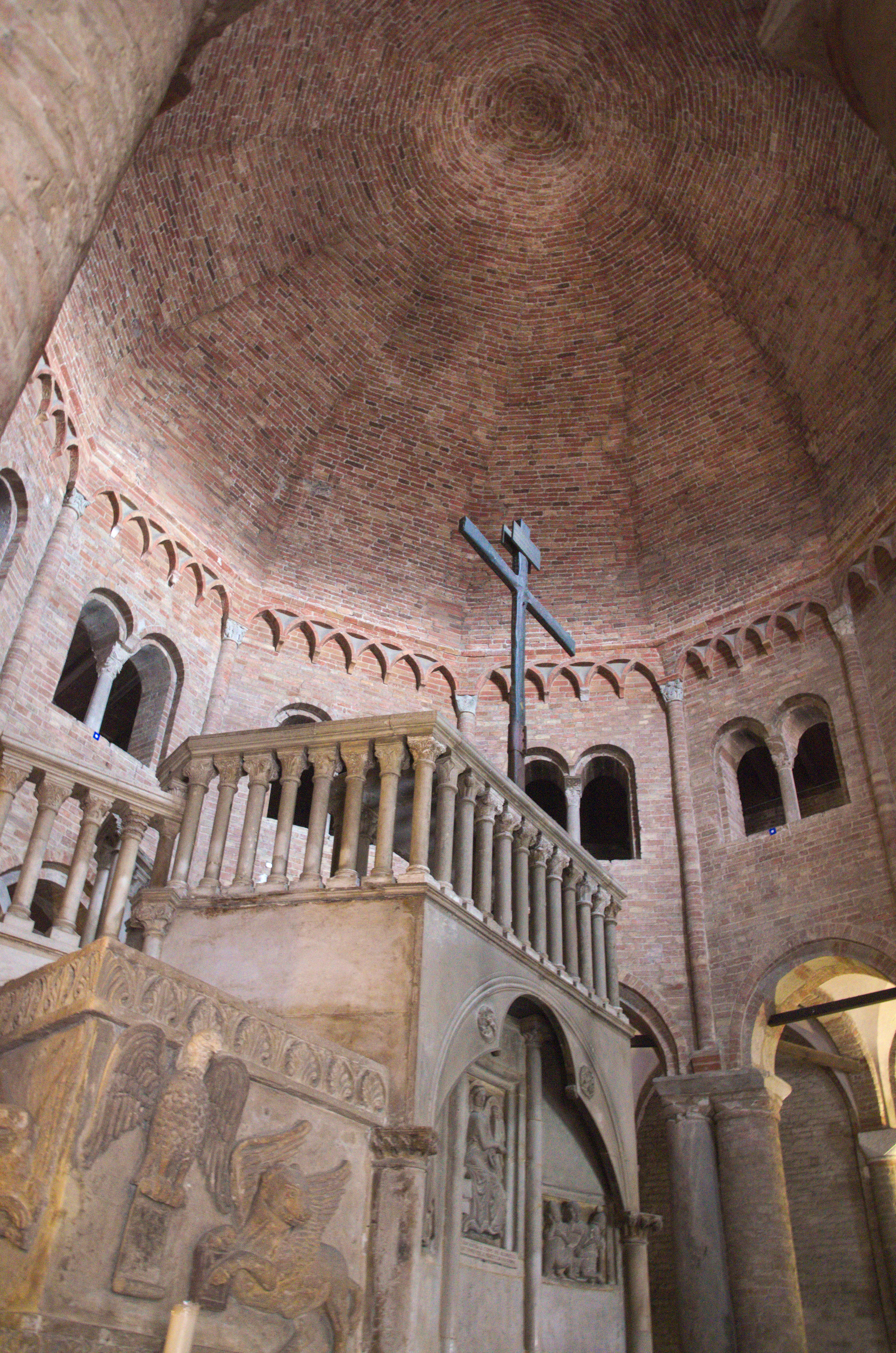
Kreuzbogenfries in der Kirche San Sepolcro, 11. Jh., Bologna, Norditalien

Schon in Baustilen ohne regelmäßige Verwendung des Spitzbogens finden sich Kreuzbogenfriese, in denen Spitzbögen aus Teilen einander überschneidender Rundbögen gebildet werden.
Ein Spitzbogenfries ist eine in der Gotik entwickelte Friesornamentik aus kleinen Spitzbögen.